# Steffen Wiesinger
Steffen Wiesinger (* 27. November 1969 in Lauda) ist ein ehemaliger deutscher Säbelfechter des FC Tauberbischofsheim. Er nahm 1992 und 1996 für Deutschland an den Olympischen Spielen teil und ist zweifacher Deutscher Meister.

## Leben
Wiesinger begann seine Fechtkarriere mit 11 Jahren. Während er im Olympiastützpunkt Tauberbischofsheim unter Jacek Osyczka und Bernd Lang mit dem Säbel trainierte, erhielt er am Matthias-Grünewald-Gymnasium Tauberbischofsheim seine Schulausbildung, die er 1989 mit dem Abitur abschloss. Im selben Jahr feierte er mit Mannschaftssilber bei der Junioren-WM in Athen seinen ersten internationalen Fechterfolg.
Nach dem Abitur absolvierte Wiesinger an der Universität Würzburg ein Studium zum Diplom-Kaufmann und ist seit 1996 als Steuerberater tätig. Im Verein der Freunde des Matthias-Grünewald-Gymnasiums bekleidet er außerdem seit 2007 das Amt des Schatzmeisters.
Seit 2002 ist Wiesinger mit der ehemaligen Säbelfechterin Susanne König verheiratet.

## Erfolge
- 1989 Weltmeisterschaften Junioren in Athen, 2. Platz Team[4]

- 1992 Olympische Sommerspiele in Barcelona, 5. Platz Team[8]

- 1993 Weltmeisterschaften in Essen, 3. Platz Einzel, 3. Platz Team[9]
- 1993 Europameisterschaften in Linz, 3. Platz Einzel[10]
- 1996 Olympische Sommerspiele in Atlanta, 8. Platz Einzel, 8. Platz Team[8]
- 1997 Europameisterschaften in Gdańsk, 3. Platz Einzel[10]
- 1998 Deutsche Meisterschaften, 1. Platz Einzel[11]
- 1999 Deutsche Meisterschaften, 1. Platz Einzel[11]